# Автомобільні шляхи Івано-Франківської області
Автомобі́льні шляхи́ Івано-Франківської області — мережа доріг на території Франківщини, що об'єднує між собою населені пункти та окремі об'єкти та призначена для руху транспортних засобів, перевезення пасажирів та вантажів.